# Ramses X
Ramses X (... – 1098 a.C.) è stato un faraone della XX dinastia egizia.

## Biografia

Giornale dell'anno 3 del regno di Ramesse X, da Deir el-Medina, tra il 1110 e il 1107 a.C. Museo Egizio, Torino.

Probabilmente figlio di Ramses IX e della regina Baketurel, le notizie che possediamo su questo sovrano sono molto scarse ed anche i ritrovamenti archeologici sono pochi e incompleti, infatti non ne conosciamo neppure la titolatura completa.
Le informazioni in nostro possesso provengono da una serie di papiri di carattere giuridico noti come papiro Abbott, papiro Amherst, papiro Meyer e da alcuni altri testi conservati presso il British Museum ed il Museo Egizio di Torino.
Grande sposa reale di Ramses X fu Tyti, definita in documenti ed iscrizioni come Figlia di re, Sorella di re e Madre di re, titoli che potrebbero indicare che fosse sua sorella, nonché madre del futuro Ramses XI.
Ramses X fu sepolto in una tomba mai completata nella Valle dei Re (KV18), ma la sua mummia non è stata rinvenuta.

## Titolatura
| G5 |

| G5 |

| E1 | D40 | C2 | U6 |

| E1 | D40 | C2 | U6 |

| E1 | D40 | C2 | U6 |

| E1 | D40 | C2 | U6 |

| E1 | D40 | C2 | U6 |

| E1 | D40 | C2 | U6 |

| E1 | D40 | C2 | U6 |

| E1 | D40 | C2 | U6 |

| G16 |

| G16 |

|  |

| G8 |

| G8 |

|  |

| M23 · X1 | L2 · X1 |

| M23 · X1 | L2 · X1 |

| N5 | L1 | C10 | N5 | U21 · n |

| N5 | L1 | C10 | N5 | U21 · n |

| N5 | L1 | C10 | N5 | U21 · n |

| N5 | L1 | C10 | N5 | U21 · n |

| N5 | L1 | C10 | N5 | U21 · n |

| N5 | L1 | C10 | N5 | U21 · n |

| N5 | L1 | C10 | N5 | U21 · n |

| N5 | L1 | C10 | N5 | U21 · n |

| G39 | N5 |

| G39 | N5 |

| C2 | C12 | M23 | F31 | s |

| C2 | C12 | M23 | F31 | s |

| C2 | C12 | M23 | F31 | s |

| C2 | C12 | M23 | F31 | s |

| C2 | C12 | M23 | F31 | s |

| C2 | C12 | M23 | F31 | s |

| C2 | C12 | M23 | F31 | s |

| C2 | C12 | M23 | F31 | s |